# Championnats du monde de tennis de table simple messieurs
Les championnats du monde de tennis de table individuels ont lieu depuis 1926 et se tiennent tous les deux ans depuis 1957. Voici le palmarès de la compétition simple messieurs :

## Palmarès
| Année et Lieu   | Vainqueur            | Finaliste         | Demi-finalistes                   |
| --------------- | -------------------- | ----------------- | --------------------------------- |
| 2025 Doha       | Wang Chuqin          | Hugo Calderano    | Liang Jingkun Truls Möregårdh     |
| 2023 Durban     | Fan Zhendong (2)     | Wang Chuqin       | Liang Jingkun Ma Long             |
| 2021 Houston    | Fan Zhendong         | Truls Möregårdh   | Liang Jingkun Timo Boll           |
| 2019 Budapest   | Ma Long (3)          | Mattias Falck     | Liang Jingkun An Jae-hyun         |
| 2017 Düsseldorf | Ma Long (2)          | Fan Zhendong      | Xu Xin Lee Sang-su                |
| 2015 Suzhou     | Ma Long              | Fang Bo           | Fan Zhendong Zhang Jike           |
| 2013 Paris      | Zhang Jike (2)       | Wang Hao          | Xu Xin Ma Long                    |
| 2011 Rotterdam  | Zhang Jike           | Wang Hao          | Ma Long Timo Boll                 |
| 2009 Yokohama   | Wang Hao             | Wang Liqin        | Ma Lin Ma Long                    |
| 2007 Zagreb     | Wang Liqin (3)       | Ma Lin            | Wang Hao Ryu Seung-min            |
| 2005 Shanghai   | Wang Liqin (2)       | Ma Lin            | Michael Maze Oh Sang-eun          |
| 2003 Paris      | Werner Schlager      | Joo Sae-hyuk      | Kong Linghui Kalínikos Kreánga    |
| 2001 Osaka      | Wang Liqin           | Kong Linghui      | Ma Lin Chiang Peng-Lung           |
| 1999 Eindhoven  | Liu Guoliang         | Ma Lin            | Werner Schlager Jan-Ove Waldner   |
| 1997 Manchester | Jan-Ove Waldner (2)  | Vladimir Samsonov | Kong Linghui Yan Sen              |
| 1995 Tianjin    | Kong Linghui         | Liu Guoliang      | Ding Song Wang Tao                |
| 1993 Göteborg   | Jean-Philippe Gatien | Jean-Michel Saive | Zoran Primorac Jan-Ove Waldner    |
| 1991 Chiba      | Jörgen Persson       | Jan-Ove Waldner   | Kim Taek-soo Ma Wenge             |
| 1989 Dortmund   | Jan-Ove Waldner      | Jörgen Persson    | Andrzej Grubba Yu Shentong        |
| 1987 New Delhi  | Jiang Jialiang (2)   | Jan-Ove Waldner   | Chen Xinhua Teng Yi               |
| 1985 Göteborg   | Jiang Jialiang       | Chen Longcan      | Teng Yi Lo Chuentsung             |
| 1983 Tokyo      | Guo Yuehua (2)       | Cai Zhenhua       | Jiang Jialiang Wang Huiyuan       |
| 1981 Novi Sad   | Guo Yuehua           | Cai Zhenhua       | Stellan Bengtsson Dragutin Šurbek |
| 1979 Pyongyang  | Seiji Ono            | Guo Yuehua        | Li Zhenshi Liang Geliang          |
| 1977 Birmingham | Mitsuru Kohno        | Guo Yuehua        | Huang Liang Liang Geliang         |
| 1975 Calcutta   | István Jonyer        | Anton Stipancic   | Mitsuru Kohno Norio Takashima     |
| 1973 Sarajevo   | Hsi Enting           | Kjell Johansson   | Anton Stipancic Dragutin Šurbek   |
| 1971 Nagoya     | Stellan Bengtsson    | Shigeo Itoh       | Hsi Enting Dragutin Šurbek        |
| 1969 Munich     | Shigeo Itoh          | Eberhard Scholer  | Kenji Kasai Tokio Tasaka          |
| 1967 Stockholm  | Nobuhiko Hasegawa    | Mitsuru Kohno     | Koji Kimura Eberhard Scholer      |
| 1965 Ljubljana  | Chuang Tsetung (3)   | Li Fujung         | Chou Lansun Eberhard Scholer      |
| 1963 Prague     | Chuang Tsetung       | Li Fujung         | Chang Shihlin Wang Chihliang      |
| 1961 Pékin      | Chuang Tsetung       | Li Fujung         | Chang Shihlin Hsu Yinsheng        |
| 1959 Dortmund   | Jung Kuotuan         | Ferenc Sido       | Richard Miles Ichiro Ogimura      |
| 1957 Stockholm  | Toshiaki Tanaka (2)  | Ichiro Ogimura    | Ivan Andreadis Heinz Schneider    |
| 1956 Tokyo      | Ichiro Ogimura (2)   | Toshiaki Tanaka   | Akio Nohira Yoshio Tomita         |
| 1955 Utrecht    | Toshiaki Tanaka      | Zarko Dolinar     | Stephen Cafiero Ferenc Sido       |
| 1954 Londres    | Ichiro Ogimura       | Tage Flisberg     | Ivan Andreadis Richard Bergmann   |
| 1953 Bucarest   | Ferenc Sido          | Ivan Andreadis    | József Koczian Ladislav Stipek    |
| 1952 Bombay     | Hiroji Satoh         | József Koczian    | Guy Amouretti René Roothooft      |
| 1951 Wieden     | Johnny Leach (2)     | Ivan Andreadis    | Ferenc Sido Vaclav Tereba         |
| 1950 Budapest   | Richard Bergmann (4) | Ferenc Soos       | Ivan Andreadis Ferenc Sido        |
| 1949 Stockholm  | Johnny Leach         | Bohumil Váňa      | Martin Reisman Ferenc Soos        |
| 1948 Londres    | Richard Bergmann     | Bohumil Váňa      | Guy Amouretti Ivan Andreadis      |
| 1947 Paris      | Bohumil Váňa (2)     | Ferenc Sido       | Louis Pagliaro Johnny Leach       |
| 1939 Le Caire   | Richard Bergmann     | Alojzy Ehrlich    | Bohumil Váňa Zarko Dolinar        |
| 1938 Londres    | Bohumil Váňa         | Richard Bergmann  | Viktor Barna Tibor Hazi           |
| 1937 Baden      | Richard Bergmann     | Alojzy Ehrlich    | Hans Hartinger Ferenc Soos        |
| 1936 Prague     | Stanislav Kolar      | Alojzy Ehrlich    | Richard Bergmann Ferenc Soos      |
| 1935 Londres    | Viktor Barna (5)     | Miklós Szabados   | Alojzy Ehrlich Erwin Kohn         |
| 1934 Paris      | Viktor Barna         | László Bellak     | Tibor Hazi Miklós Szabados        |
| 1933 Baden      | Viktor Barna         | Stanislav Kolar   | Adrian Haydon Sandor Galancz      |
| 1932 Prague     | Viktor Barna         | Miklós Szabados   | Erwin Kohn István Boros           |
| 1931 Budapest   | Miklós Szabados      | Viktor Barna      | Nikita Madjaroglou Ferenc Kovács  |
| 1930 Berlin     | Viktor Barna         | László Bellak     | István Kelen Lajos-Leopold David  |
| 1929 Budapest   | Fred Perry           | Miklós Szabados   | Adrian Haydon Zoltán Mechlovits   |
| 1928 Stockholm  | Zoltán Mechlovits    | László Bellak     | Paul Flussmann Alfred Liebster    |
| 1926 Londres    | Roland Jacobi        | Zoltán Mechlovits | S. Suppiah Munio Pillinger        |

## Record de victoires
Ce tableau unique ne fait pas la distinction entre la formule ancienne (une édition chaque année) et la formule actuelle. Chuang Tsetung, Wang Liqin et Ma Long (toujours en activité) sont en tête du palmarès de la version moderne.
| Cl | Joueur           | Titres | Années    |
| -- | ---------------- | ------ | --------- |
| 1  | Victor Barna     | 5      | 1930-1935 |
| 2  | Richard Bergmann | 4      | 1937-1950 |
| 3  | Chuang Tsetung   | 3      | 1961-1965 |
| 3  | Wang Liqin       | 3      | 2001-2007 |
| 3  | Ma Long          | 3      | 2015-2019 |
| 4  | Zhang Jike       | 2      | 2011-2013 |
| 4  | Johnny Leach     | 2      | 1949-1951 |
| 4  | Ichiro Ogimura   | 2      | 1954-1956 |
| 4  | Toshiaki Tanaka  | 2      | 1955-1957 |
| 4  | Jan-Ove Waldner  | 2      | 1989-1997 |